# Охота Ганна Русланівна
Га́нна Русла́нівна Охо́та (* 1996) — українська боксерка, краща боксерка України-2018. Срібна призерка Чемпіонату світу; бронзова призерка Чемпіонату Європи.

## З життєпису
Народилася 1996 року у місті Комсомольськ. В ДЮСШ № 1 від 2006-го спочатку займалася плаванням. 2009 року почала займатися боксом.
У вересні 2014 року в Моршині здобула перемогу на жіночому турнірі «Кубок Карпат».
Груднем 2014-го в Івано-Франківську здобула перемогу на міжнародному турнірі, присвяченому пам'яті Василя Дем'янова.
У лютому 2017 року стала другою у ваговій категорії до 51 кг на Чемпіонаті України з боксу серед жінок.
В лютому 2018 року, крім перемоги на Чемпіонаті України, отримала приз за звання кращої спортсменки-2018.
В червні-2018 на Чемпіонаті Європи з боксу серед жінок виборола бронзову нагороду.
Вереснем 2018 року виборола бронзову нагороду на боксерському турнірі XIII International «Silesian Women's Boxing Championships».
В листопаді-2018 виступала на 10-му чемпіонаті світу з боксу серед жінок в Індії. Поступилася Мері Ком і посіла другу сходинку.
Квітнем 2019 року здобула бронзову нагороду у ваговій категорії до 48 кг у Белграді — міжнародний турнір з боксу серед чоловіків та жінок.
У вересні 2019 року здобула бронзову нагороду на Чемпіонаті Європи з боксу серед жінок (Алькобендас).